# Computer Chronicles
Computer Chronicles est une émission de télévision américaine produite par Public Broadcasting Service (PBS) et animée par Stewart Cheifet entre 1981 et 2002.
Le thème de l'émission était l'informatique et les jeux vidéo.
L'émission de télévision a été diffusée aux États-Unis par plus de 300 stations et diffusé dans plus de 100 pays à travers le monde .